# Potosí (moneda)
Por antonomasia eran los Reales de a ocho acuñados en esta ciudad.
El potosí fue una moneda de mucho valor en la época virreinal española, tenía un peso económico en su cotización monetaria como ocurre actualmente con el dólar estadounidense y el euro. Esta moneda también fue de carácter o de circulación universal; por medio de esta unidad monetaria se podía realizar el intercambio con las demás monedas de acuerdo a la equivalencia o el valor, ejemplo una peseta equivalía a un "potosí", o con un franco francés o una libra esterlina.[cita requerida]
Fue una de las monedas más competentes en la economía bancaria. Su primer banco financiero y acuñación fue en la Casa de la moneda que queda actualmente en la ciudad de Potosí (Bolivia), gracias a ella la ciudad de Potosí de aquella época desarrolló la gran explotación de minerales como la plata en el Cerro Rico y por medio del gran desarrollo industrial, textil, laboral etc., así también la concentración de la economía mundial permitió a que la ciudad de Potosí fuese una de las primeras ciudades del planeta, al igual que Nueva York, París, Londres, Madrid, Tokio o Shanghái, al convertirse en receptora de inmigrantes que llegaban de diferentes partes del mundo, en busca de buenas oportunidades que podría denominarse el «Sueño potosino». Tal como ocurre actualmente con el dólar o el euro, si una persona de la nobleza en aquellos tiempos sin importar cual era su lugar de origen deseaba comprar un traje de fina calidad y preguntaba cuanto valía ese traje, el vendedor le respondía: «Vale un potosí».
[cita requerida]